# The Law of the Land
The Law of the Land er en amerikansk stumfilm fra 1917 af Maurice Tourneur.

## Medvirkende
- Olga Petrova som Margaret Harding.
- Wyndham Standing som Richard Harding.
- Mahlon Hamilton som Geoffrey Morton.
- J.D. Haragan som Brockland.
- Robert Vivian som Chetwood.